# جورج ويلسون (سياسي)
جورج ويلسون (بالإنجليزية: George Wilson)‏ هو سياسي أسترالي، ولد في 28 مارس 1895 في سيدني في أستراليا، وتوفي بنفس المكان في 24 أبريل 1942. انتخب عضو الجمعية التشريعية نيو ساوث ويلز عن دائرة Electoral district of Dubbo ‏ (11 يونيو 1932 – 24 أبريل 1942).